# Chéry
Chéry ist eine französische Gemeinde mit 225 Einwohnern (Stand: 1. Januar 2022) im Département Cher in der Region Centre-Val de Loire; sie gehört zum Arrondissement Vierzon und zum Kanton Mehun-sur-Yèvre.

## Geografie
Chéry liegt etwa 26 Kilometer westnordwestlich von Bourges und etwa elf Kilometer südsüdwestlich von Vierzon. Umgeben wird Chéry von den Nachbargemeinden Massay im Norden, Lury-sur-Arnon im Nordosten und Osten, Lazenay im Südosten, Reuilly im Süden und Südwesten sowie Saint-Pierre-de-Jards im Westen. An der östlichen Gemeindegrenze verläuft der Arnon mit seinen Nebenarmen, im Westen sein Zufluss Herbon.

## Bevölkerungsentwicklung
| Jahr                       | 1962 | 1968 | 1975 | 1982 | 1990 | 1999 | 2006 | 2019 |
| Einwohner                  | 313  | 306  | 276  | 266  | 268  | 236  | 223  | 216  |
| Quellen: Cassini und INSEE |      |      |      |      |      |      |      |      |

## Sehenswürdigkeiten
- Kirche Saint-Didier aus dem 12. Jahrhundert
- Schloss Maurepas aus dem 15./16. Jahrhundert

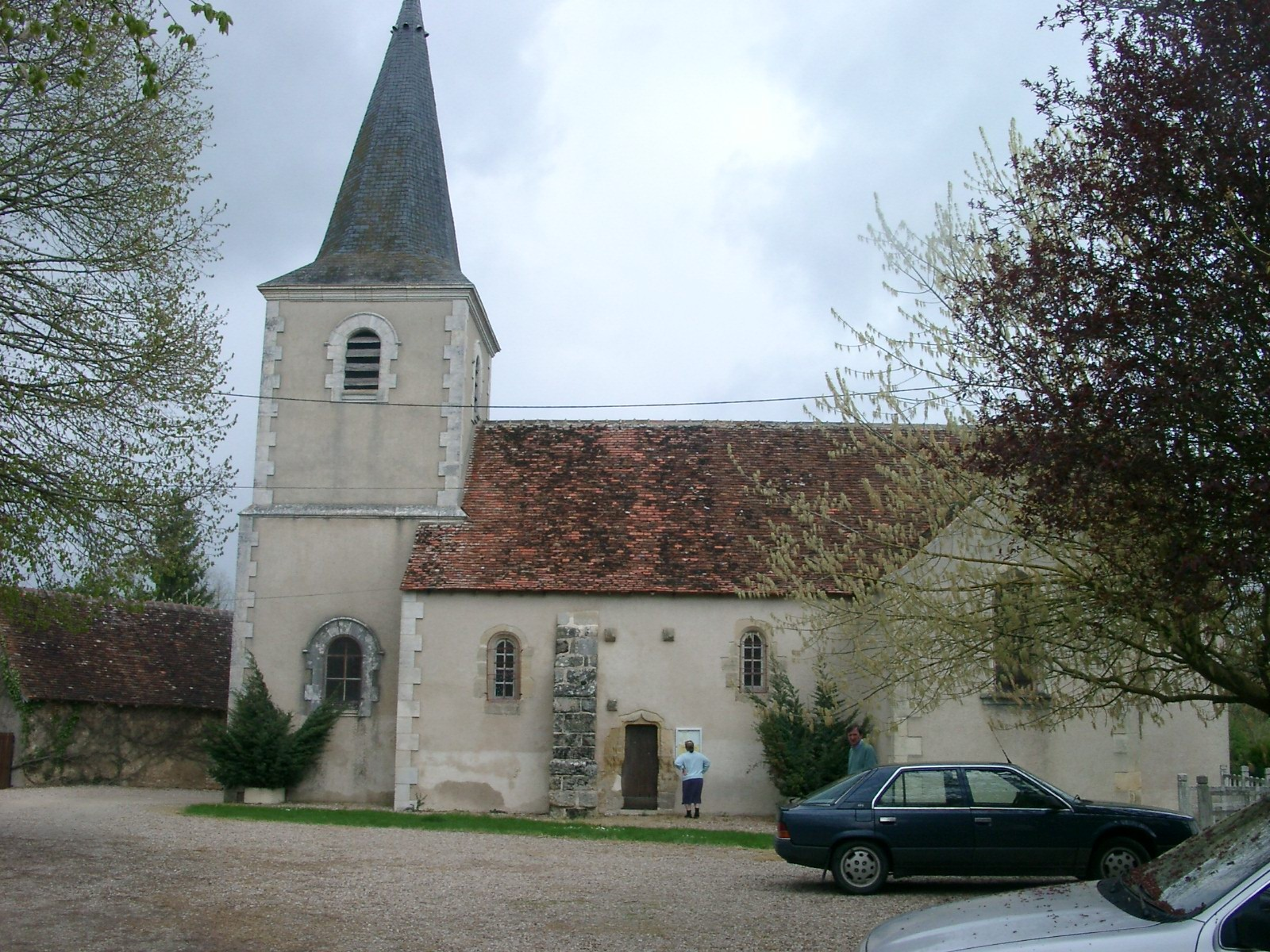
Kirche Saint-Didier
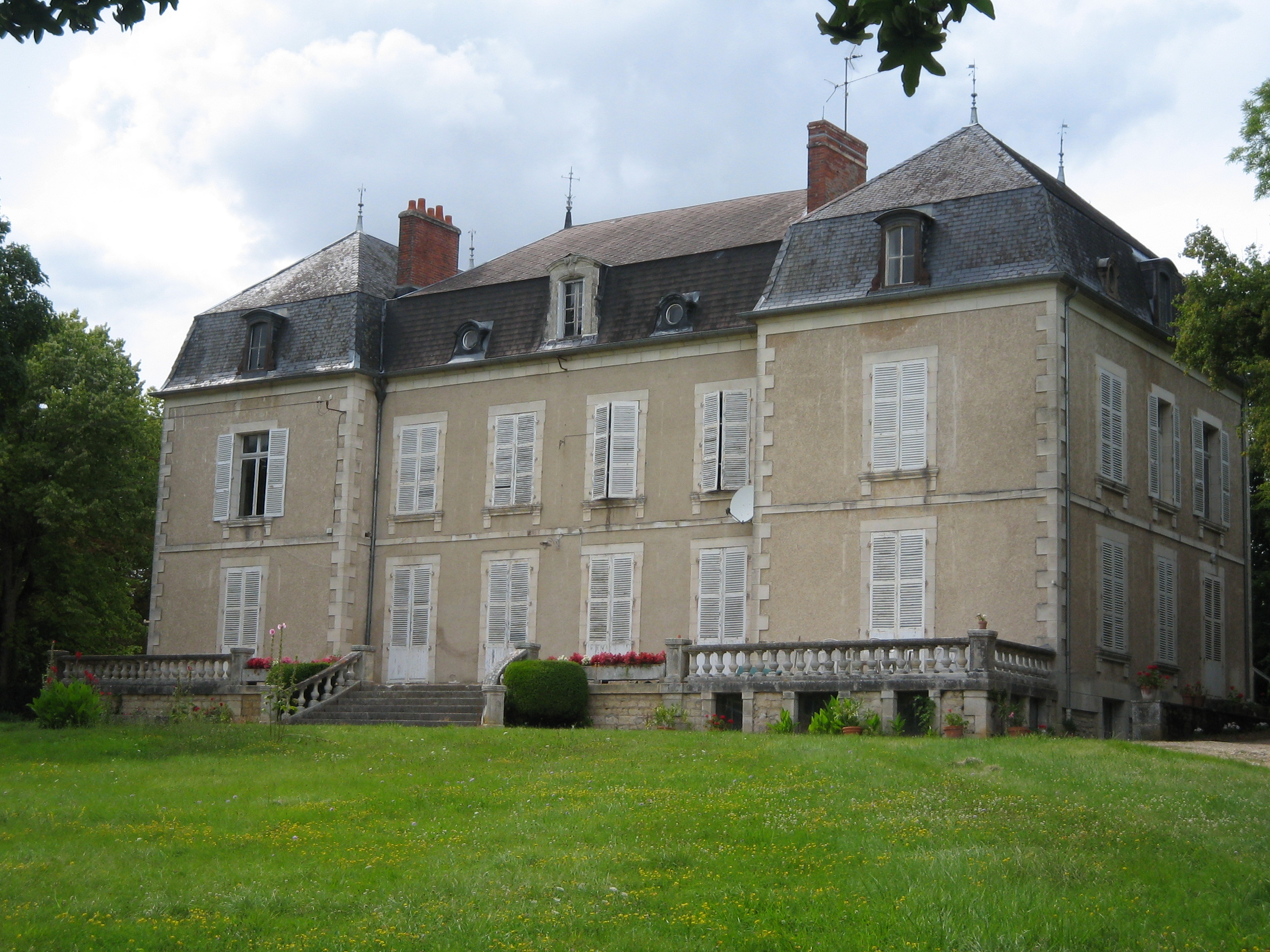
Schloss Maurepas
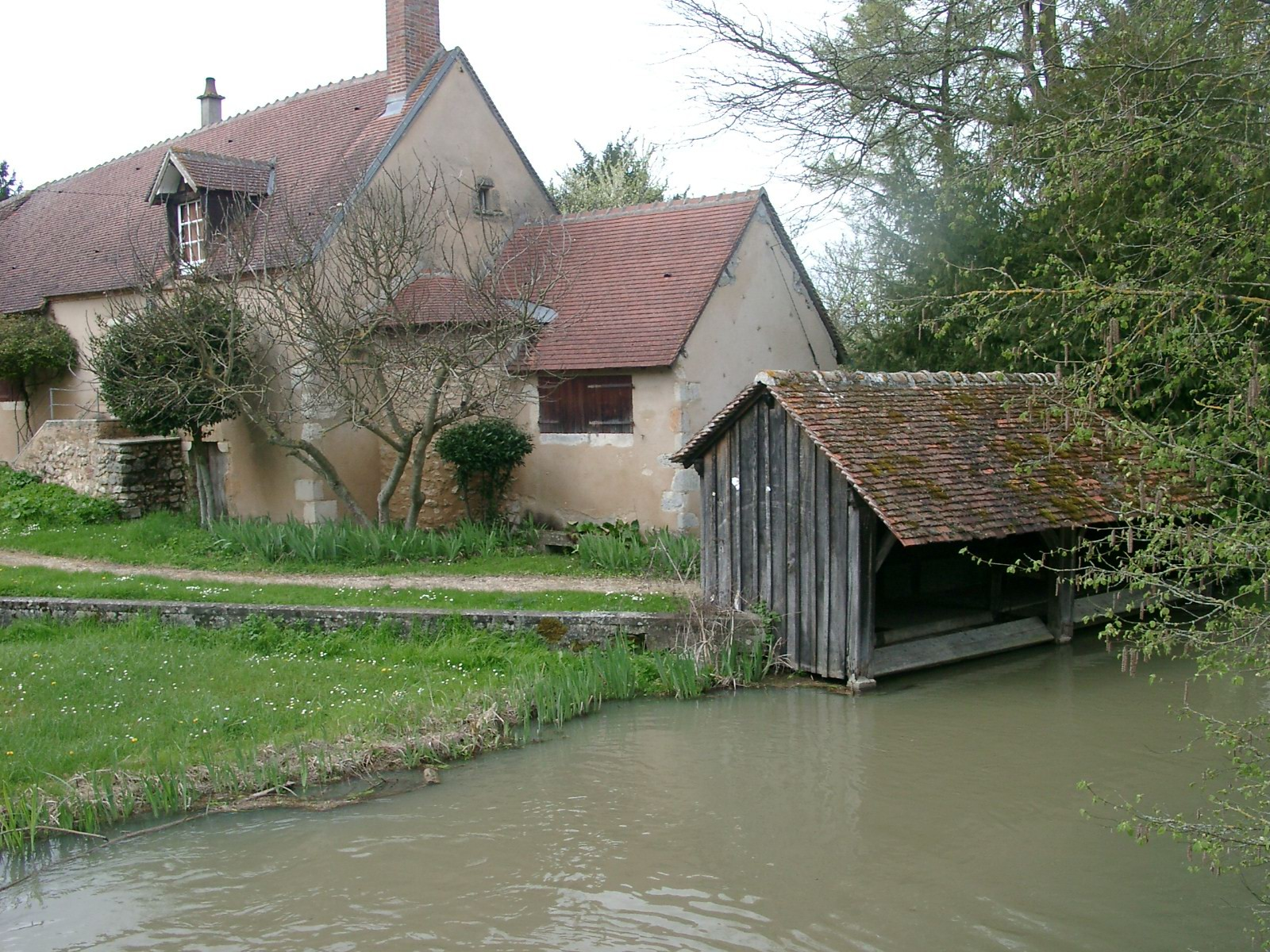
Ehemaliges Waschhaus